# Helikultura
Helikultura nebo helicikultura je chov hlemýžďů určených pro lidské využití. Svalnatá noha (maso), hlemýždí kaviár (vajíčka) a játra (hlemýždí foie gras) se používají ke konzumaci. Hlemýždí sliz nachází uplatnění v kosmetickém průmyslu.
Hlemýždi určení ke konzumaci se chovají na hlemýždích farmách v tzv. šnekáriích. Hlemýždí farmy se vyskytují po celé Evropě i ve zbytku světa. Hojně se chovají ve Francii, Španělsku, Itálii, Bulharsku, Řecku, Polsku i v České republice.
Světová produkce hlemýžďů v současnosti činí asi 300 000 tun/rok a každým rokem roste.
Největšími konzumenty hlemýžďů jsou Francie a Španělsko. Běžně se dále konzumují v USA, Japonsku, Švýcarsku, Belgii, atd... Hlemýždi postupně nachází uplatnění znovu i v zemích, kde se dříve konzumovali. Běžní byli i v České republice, ještě za první republiky, jako postní jídlo. Během období půstu se nesmí jíst maso, ale hlemýždi nebyli bráni jako maso.

## Druhy šneků chovaných ke konzumaci
Hlemýžď zahradní (Helix pomatia) je chuťově nejlepší delikatesa. Jeho chov v zajetí je ale zdlouhavý a než doroste do požadované velikosti trvá to minimálně 2-3 roky.
Hlemýžď africký (kaviárový) (Helix aspersa maxima) je nejčastější helikulturní druh. Produkuje větší vajíčka, využívaná na kaviár. Je celkově větší a využívají se z něj i játra. Jateční velikosti (cca 10g) dorůstá ve 3 měsících a od této doby je schopen také rozmnožování. Chuťově je nejpodobnější hlemýždi zahradnímu. Jedná se o nejrozšířenější druh na hlemýždích farmách.
Hlemýžď kropenatý (Cornu aspersum) je vysoce ceněný jedlý druh.